# Закавказький фронт ППО
Закавка́зький фронт ППО — оперативно-стратегічне об'єднання військ ППО у складі Червоної армії, що існувало з березня 1944 по серпень 1945 під час німецько-радянської війни. Утворений у березні 1944 року на базі Закавказької зони ППО.
Штаб фронту — Тбілісі.

## Склад фронту
До складу фронту входили:
- Бакинська армія ППО
- дивізія ППО
- 2 бригади ППО
- винищувальний авіакорпус
- авіадивізія

## Командування
- Командувачі:
  - генерал-лейтенант Гудименко П. О. (березень 1944 — до кінця війни).
- Член Військової ради
  - генерал-майор авіації Хоробрих Ф. М. (весь період).
- Начальник штабу
  - генерал-майор артилерії Г. Х. Чайлахян (весь період).